# Joaquim Durant

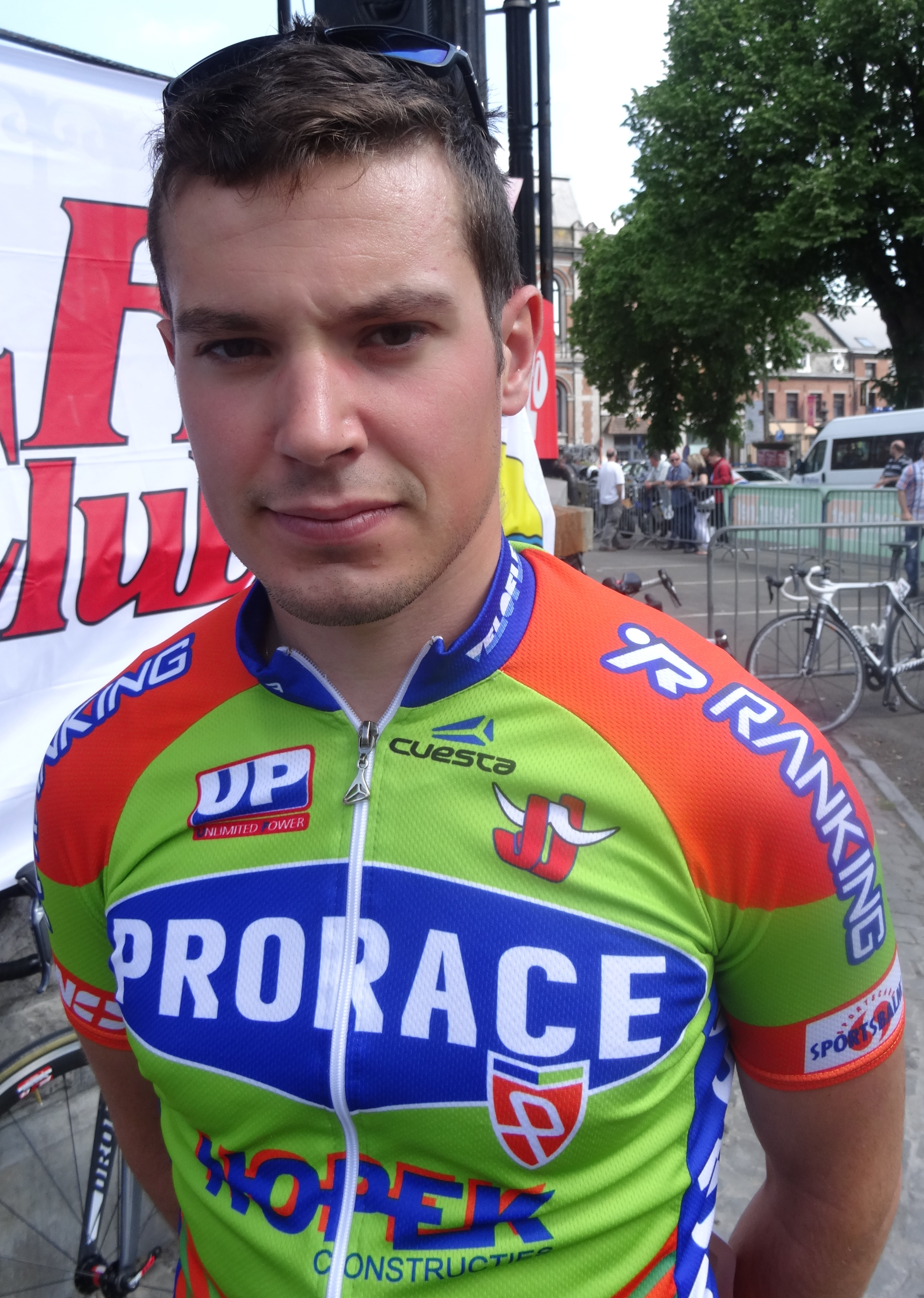
Joaquim Durant (2014)

Joaquim Durant (* 29. Januar 1991 in Halle) ist ein belgischer Straßenradrennfahrer.
Joaquim Durant wurde 2009 belgischer Meister im Straßenrennen der Juniorenklasse. Bei der Provinzialmeisterschaft Vlaams-Brabant belegte er jeweils den dritten Platz im Einzelzeitfahren sowie im Straßenrennen. Außerdem belegte er 2009 bei einer Etappe des Ster van Zuid-Limburg den zweiten Platz. Seit 2010 fährt Durant für das belgische Continental Team Jong Vlaanderen-Bauknecht.
Joaquim Durant ist ein Sohn von Dirk Durant, der unter anderem 1983 eine Etappe bei der Belgien-Rundfahrt gewann.

## Erfolge
2009
- Belgischer Meister – Straßenrennen (Junioren)

## Teams
- 2010 Jong Vlaanderen-Bauknecht
- 2011 Jong Vlaanderen-Bauknecht
- 2012 Bofrost-Steria
- 2013 Ventilair-Steria Cycling Team
- 2014 Bofrost-Prorace Cycling Team
- 2015 Prorace Cycling Team